# Square Marcel-Halbout
Le square Marcel-Halbout est un square d'une superficie de 2 900 m2 situé dans le quartier Croix de Pierre à Rouen (France). Il porte le nom du rouennais Marcel Halbout (1895-1958), résistant pendant la Seconde Guerre mondiale. L'entrée se fait par la rue Legouy.
Ce parc riche en flore et en faune possède une zone de jeux pour les enfants, un espace boule de pétanque, une table de pique-nique avec damier, un baby-foot et une boîte-à-lire.

### Liens externes

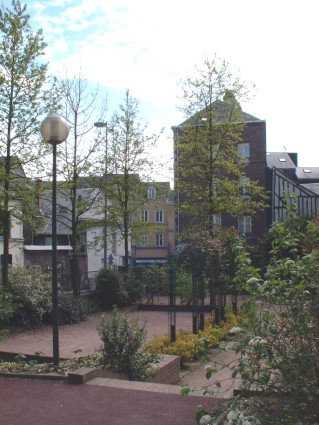
Le square Marcel-Halbout.